# Euploea oeneon
Euploea oeneon är en fjärilsart som beskrevs av Hans Fruhstorfer 1912. Euploea oeneon ingår i släktet Euploea och familjen praktfjärilar. Inga underarter finns listade i Catalogue of Life.